# Spodnje Duplice
Spodnje Duplice so naselje v Občini Grosuplje.